# Айхен
Айхен (нім. Aichen) — громада в Німеччині, знаходиться в землі Баварія. Підпорядковується адміністративному округу Швабія. Входить до складу району Гюнцбург. Складова частина об'єднання громад Циметсгаузен.
Площа — 17,60 км2. Населення становить 1144 ос. (станом на 31 грудня 2020).

## Галерея

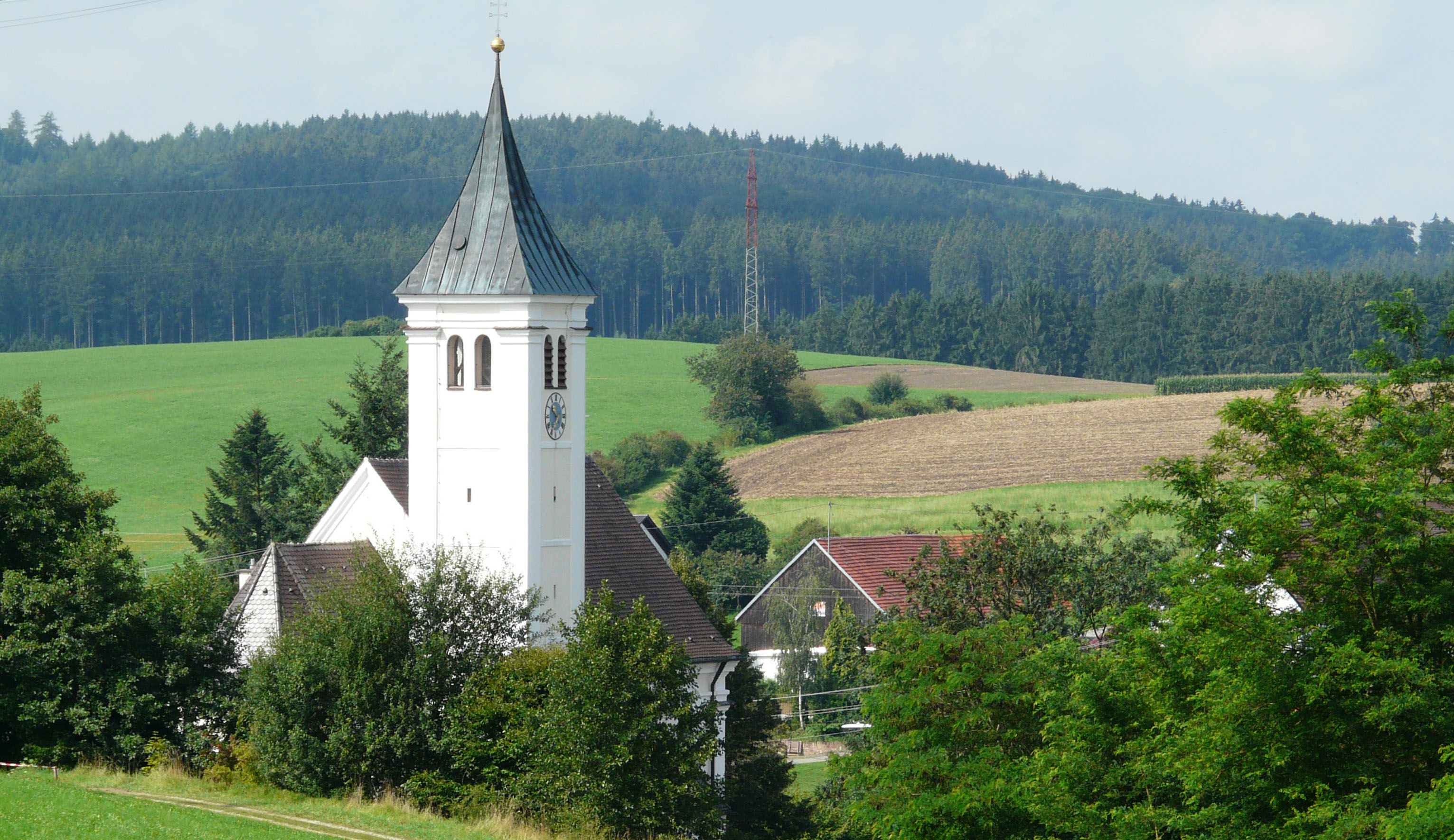
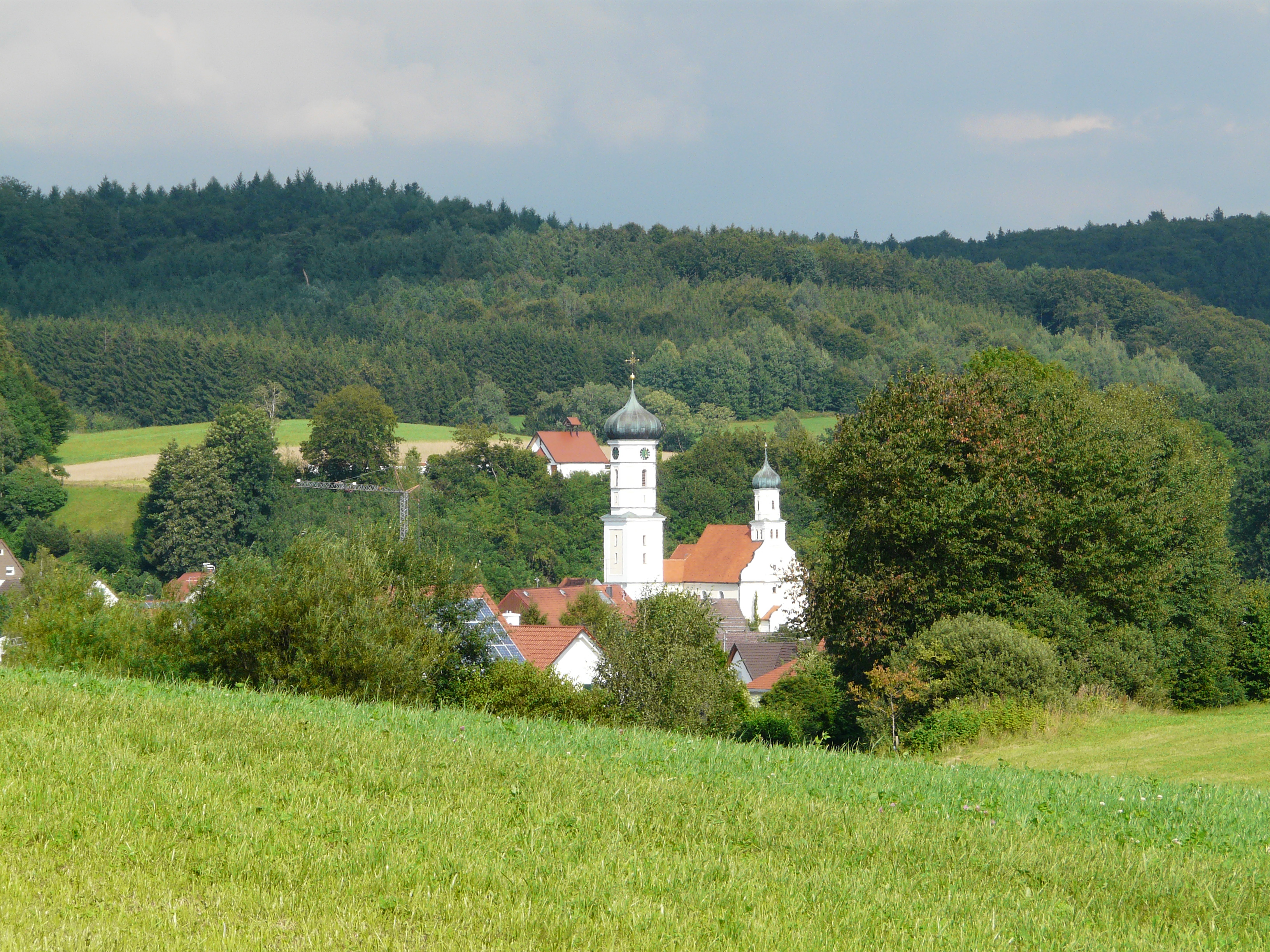
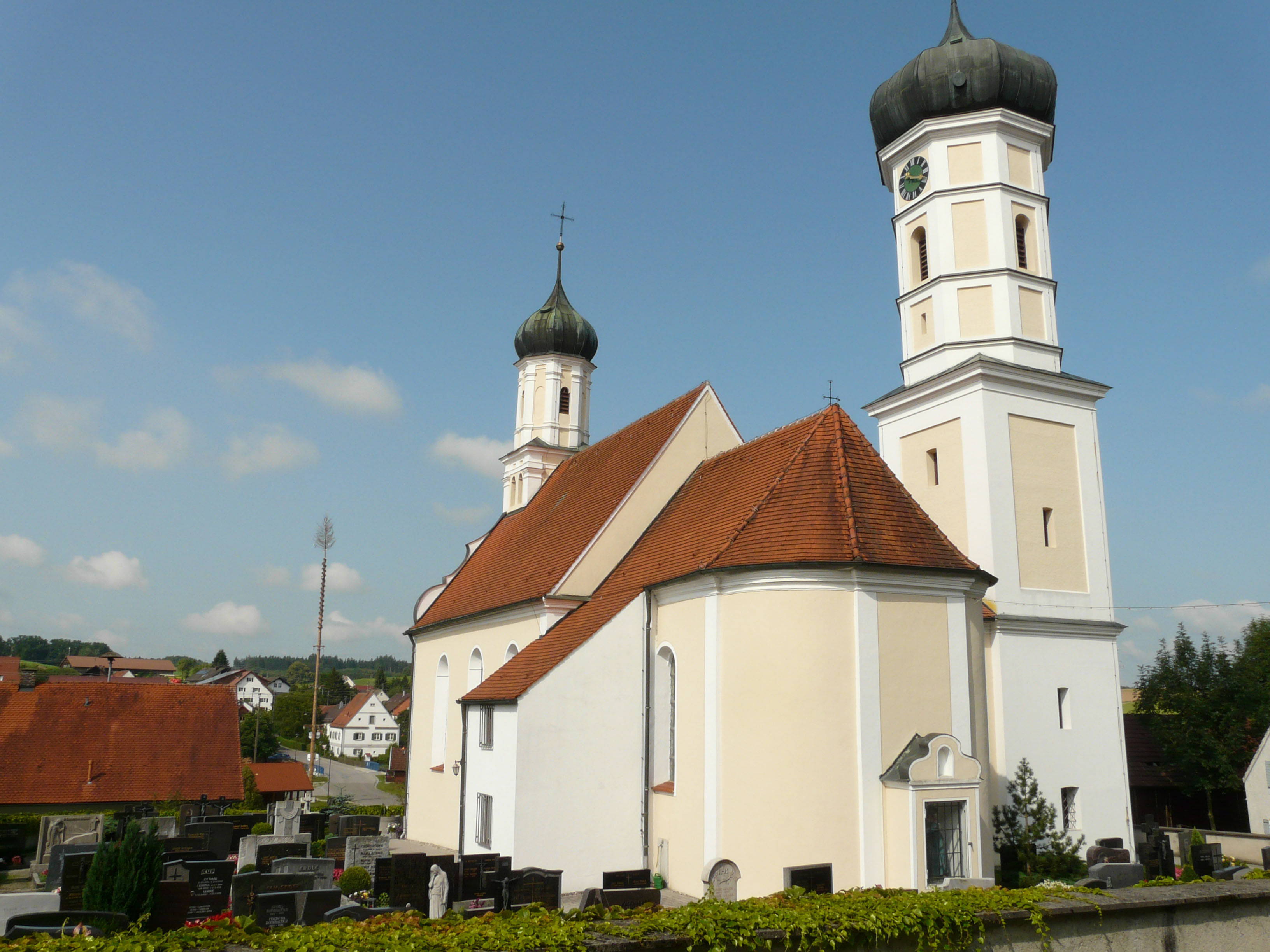